# Cowboys and Angels
Cowboys and Angels è un brano musicale del cantante inglese George Michael, pubblicato nel 1991 come quinto e ultimo singolo estratto dall'album Listen Without Prejudice Vol. 1 (1990).

## Classifiche
| Classifica (1991) | Posizione massima |
| ----------------- | ----------------- |
| Belgio (Fiandre)  | 26                |
| Francia           | 36                |
| Irlanda           | 15                |
| Paesi Bassi       | 20                |
| Regno Unito       | 45                |